# Kecske-lyuk (Pomáz)
A Kecske-lyuk a Duna–Ipoly Nemzeti Parkban lévő Pomázon, a Holdvilág-árokban található álbarlang.

## Leírás
A Weislich-barlangot magába foglaló Nagy-szikla tetejére vezető meredek nyugati ösvény mellett, egy kisebb andezittufa sziklacsoportban van. A Weislich-barlang felső, kürtős bejáratától körülbelül 30 méterrel nyugatabbra, vele nagyjából azonos magasságban, dél felé néz az álbarlang 80 centiméter széles és 130 centiméter magas szája.
A bejáratát egyetlen, résszerű, 2,7 méter hosszú fülke követi. Ennek magassága belül már 2,3 méter és a fülkéből jobbra fent egy elágazás nyílik, így ezzel együtt az üreg hossza 3,2 méter. Az alját laza kőtörmelék alkotja.
1993-ban volt először Kecske-lyuknak nevezve az üreg az irodalmában.

## Kialakulás
Egy sziklarepedés menti széthúzódás következtében kialakult üreg.

## Kutatástörténet
Az üreg első írott említője Budai Kornél volt. 1991-ben történt az üreg első, írott említése. Az Eszterhás István által írt, Magyarország nemkarsztos barlangjainak lajstroma című, 1993-ban készült kéziratban az olvasható, hogy a Visegrádi-hegységben, a 4900-as barlangkataszteri területen, Pomázon helyezkedik el a Kecske-lyuk. Az andezitbreccsában keletkezett barlang 2,5 m hosszú és 2 m magas. Az összeállításban fel van sorolva az a Magyarországon, nem karsztkőzetben kialakult, létrehozott 520 objektum (478 barlang és 42 mesterséges üreg), amelyek 1993 végéig ismertté váltak. Magyarországon 12 barlang, illetve mesterségesen létrehozott, barlangnak nevezett üreg alakult ki, lett kialakítva andezitbreccsában. A Visegrádi-hegységben 33 barlang jött létre nem karsztkőzetben.
1997-ben Eszterhás Istvánék keresték meg és dolgozták fel az álbarlangot részletesen barlangkataszterező útjuk során. A 2001. november 12-én készült Magyarország nemkarsztos barlangjainak irodalomjegyzéke című kézirat barlangnévmutatójában szerepel a Kecske-lyuk. A barlangnévmutatóban fel van sorolva 3 irodalmi mű, amelyek foglalkoznak az üreggel. A 364. és a 366. tételek nem említik, a 363. és a 365. tételek említik. A 2014. évi Karsztfejlődésben megjelent tanulmányban az olvasható, hogy a pomázi Holdvilág-árok jobb oldalában egymásra dőlt kőtömbök alatt van egy tömbközi álbarlang, a Kecske-lyuk. A Pomázon található barlang 3,2 m hosszú és 3,3 m magas. A Visegrádi-hegység 101 barlangjának egyike.